# Bergtatt - Et Eeventyr i 5 Capitler
Bergtatt - Et Eeventyr i 5 Capitler ("Hechizado, Una historia en cinco capítulos") es un álbum conceptual de la banda noruega de, por entonces, black metal, Ulver. 
Fue lanzado en 1995 y constituye el debut de la banda tras la grabación de un demo, llamado Vargnatt.

## Información
El estilo del álbum es una mezcla ecléctica de black metal y música Folk, muy alejada de la mayoría de las bandas dentro del género, mezclando guitarras acústicas y eléctricas, o las voces raspadas típicas del black metal con un coro de voces masculinas que recuerdan al canto gregoriano. 
A lo largo de todas las canciones, descontando la cuarta que es completamente acústica, se encuentran interludios en que batería e instrumentos eléctricos súbitamente desaparecen para dar paso a la guitarra clásica, flauta o piano.
El aspecto acústico del álbum sería completamente adoptado por Ulver para su segundo trabajo de estudio, Kveldssanger, mientras que el tercero, Nattens Madrigal - Aatte Hymne til Ulven i Manden es un disco de black metal mucho más crudo que Bergtatt.
Todas las letras están escritas en danés arcaico, en vez de en el inglés en que cantaban la mayoría de bandas europeas, o en el noruego nativo de los miembros de la banda, utilizado por otros grupos compatriotas por motivos estéticos. 

## Historia
El concepto de Bergtatt, cuya traducción literal aproximada sería "Presa de la montaña", pero que también puede significar "Hechizado" está inspirado en una antigua leyenda nórdica y trata sobre una joven, Pige (literalmente "niña"), que se adentra en un bosque habitado por unas extrañas presencias, donde se pierde para no regresar jamás. La primera canción tiene un carácter melódico y tranquilo que muestra la serenidad de la protagonista al internarse en el bosque, donde se extravía, pero el tono calmado e idílico es roto en la segunda pista, cuando comienzan a oírse las voces más raspadas y los sonidos más feroces, que a partir de ese momento van en un crescendo que refleja el miedo cada vez mayor de Pige mientras cae la noche y vaga perdida entre misteriosas y amenazantes criaturas. Pige encuentra una cueva, desde la que una tentadora  voz la invita a entrar. La historia concluye con la joven adentrándose en la caverna y perdiéndose para siempre.

## Listado de canciones
1. "Capitel I - I Troldskog Faren Vild" – 7:51
2. "Capitel II - Soelen Gaaer Bag Aase Need" – 6:34
3. "Capitel III - Graablick Blev Hun Vaer" – 7:45
4. "Capitel IV - Een Stemme Locker" – 4:01
5. "Capitel V - Bergtatt - Ind i Fjeldkamrene" – 8:06

## Créditos
Entre paréntesis los seudónimos utilizados por los miembros de la banda.
- Krystopher "Garm" Rygg - Voces
- Eric. O Lancelot (AwairikiaR) - Batería
- Håvard Jørgensen (Haavard) - Guitarra
- Torbjørn Pedersen  (Aismal) - Guitarra
- Hugh Steven James Mingay (Skoll) - Bajo